# Градови под непосредном управом Кине
Град под непосредном управом (кин: 直辖市; пин: Zhíxiáshì) је јединица административне поделе Кине. Градови под непосредном управом су директно повезани са централном владом. У Кини постоје четири оваква примерка: Пекинг, Чунгкинг, Шангај и Тјенцин.

## Списак градова
|       | Назив    | Поједностављени кинески | Пинјин        | Скраћ.  | Становништво | Површина (km2) | Подела                                       |
| ----- | -------- | ----------------------- | ------------- | ------- | ------------ | -------------- | -------------------------------------------- |
| CN-11 | Пекинг   | 北京市                  | Běijīng Shì   | 京 jīng | 19.612.368   | 16.801         | 16 округа                                    |
| CN-12 | Тјенцин  | 天津市                  | Tiānjīn Shì   | 津 jīn  | 12.938.224   | 11.760         | 16 округа                                    |
| CN-31 | Шангај   | 上海市                  | Shànghǎi Shì  | 沪 hù   | 23.019.148   | 6.340          | 16 округа                                    |
| CN-50 | Чунгкинг | 重庆市                  | Chóngqìng Shì | 渝 yú   | 28.846.170   | 82.300         | 26 округа, 8 жупанија и 4 аутономне жупаније |